# شوزو ماتسواوکا
 شوزو ماتسواوکا (انگلیسی: Shuzo Matsuoka؛ زاده ۶ نوامبر ۱۹۶۷) یک تنیس‌باز اهل ژاپن است. 